# Atokos
Atokos (griechisch Άτοκος (f. sg.), wörtlich ‚unfruchtbar, ungeboren‘ wegen der kargen Vegetation) ist eine Insel im Ionischen Meer, rund neun Kilometer nordöstlich Ithakas. Sie erstreckt sich über rund 4,5 km², erhebt sich bis auf 334 Meter über dem Meeresspiegel und gehört zum Territorium der Gemeinde Ithaka.
Die bergige Insel verfügt über einige Strände in kleinen Buchten und weist in der ansonsten felsigen Küste Grotten auf. Auf der Insel leben Ziegen, sie ist jedoch nicht mehr dauerhaft bewohnt. Ein Wohnhaus und eine kleine Kapelle sind die einzigen Gebäude. Die Insel befindet sich in Privatbesitz.